# Шахбузский район
Шахбузский район (азерб. Şahbuz rayonu) — район в составе Нахичеванской Автономной Республики Азербайджана с административным центром в городе Шахбуз. В районе имеются 1 город, 1 посёлок, 23 села. Площадь составляет 814,97 км², население (01.08.2011) — 23,4 тыс. чел.

## История
Своё название Шахбузский район берёт от названия одноимённой скалы эпохи средневековья.
Район образован 8 августа 1930 года, а 4 января 1963 года был ликвидирован и включен в состав Нахчыванского (нынешнего Бабекского) района, снова статус района восстановлен 6 января 1965 года.

## География

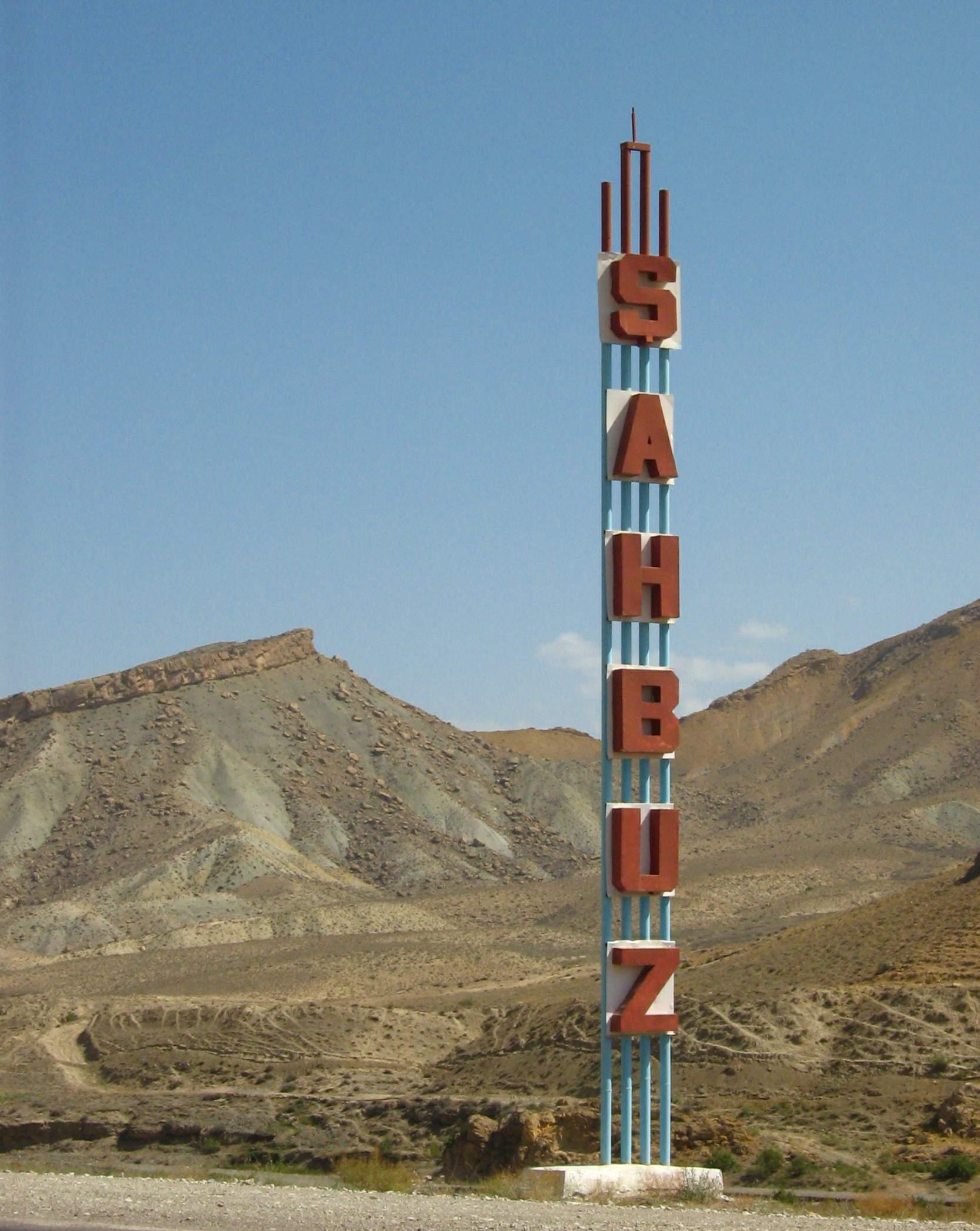
Дорожная стела на въезде в Шахбузский район

Район граничит с Арменией на востоке и севере, находится на юге Даралаяз Малого Кавказа и западе Зангезура. Поверхность района в основном горная, самые высокие точки на Зангезуре — гора Салварты (3160 м) и Кечалдаг (3115 м), на Даралаязе гора Кюкю (3120 м), Биченекский перевал находятся (2346 м) на севере района.
По территории района протекают река Нахчыванчай и её притоки: Кюкю, Шахбуз и Салварты. Здесь находятся водохранилище имени Гейдара Алиева, озёра Ганлыгёль и Батабат.
На территории Шахбузского района летом климат сухой, зимой — холодный.
В Шахбузском районе имеется большое количество полезных ископаемых: сера, торф, строительные материалы. Здесь также имеются источники минеральной воды: Карвансара, Биченек, Бадамлы, Батабат и т. д.
Указом Президента Азербайджанской Республики — Ильхама Алиева «О создании Шахбузского Государственного Природного Заповедника и Ордубадского Национального парка» были заложены основы Шахбузского Государственного Природного Заповедника. Площадь территории данного заповедника составляет 3139 гектаров.

## Население

### Шахбузский район (1939 г.)
|                  | Все            | азербайджанцы   | армяне         | лезгины   | курды      | русские     | украинцы  |
| Шахбузский район | 13.593 (100 %) | 10.869 (80,0 %) | 2.545 (18,7 %) | 1 (0,1 %) | 51 (0,4 %) | 110 (0,8 %) | 1 (0,1 %) |
| село Шахбуз      | 362 (100 %)    | 307 (84,8 %)    | 21 (5,8 %)     | -         | -          | 20 (5,5 %)  | 1 (0,3 %) |
| прочие сёла      | 13.231 (100 %) | 10.562 (79,8 %) | 2.524 (19,1 %) | 1 (0,1 %) | 51 (0,4 %) | 90 (0,7 %)  | -         |

Население района на 2011 год составляло 23,4 тысяч человек. Плотность населения: 30 чел. на 1 квадратный километр.
Основными занятиями населения района являются земледелие и скотоводство. Наряду с этим, жители занимаются пчеловодством.
В 1999 году на территории района были проведены аграрные реформы. Было завершено восстановление линий водоснабжения, создание новых водных амбаров, сдача в эксплуатацию артезианских колодцев. Здесь функционирует Завод минеральной воды Бадамлы..

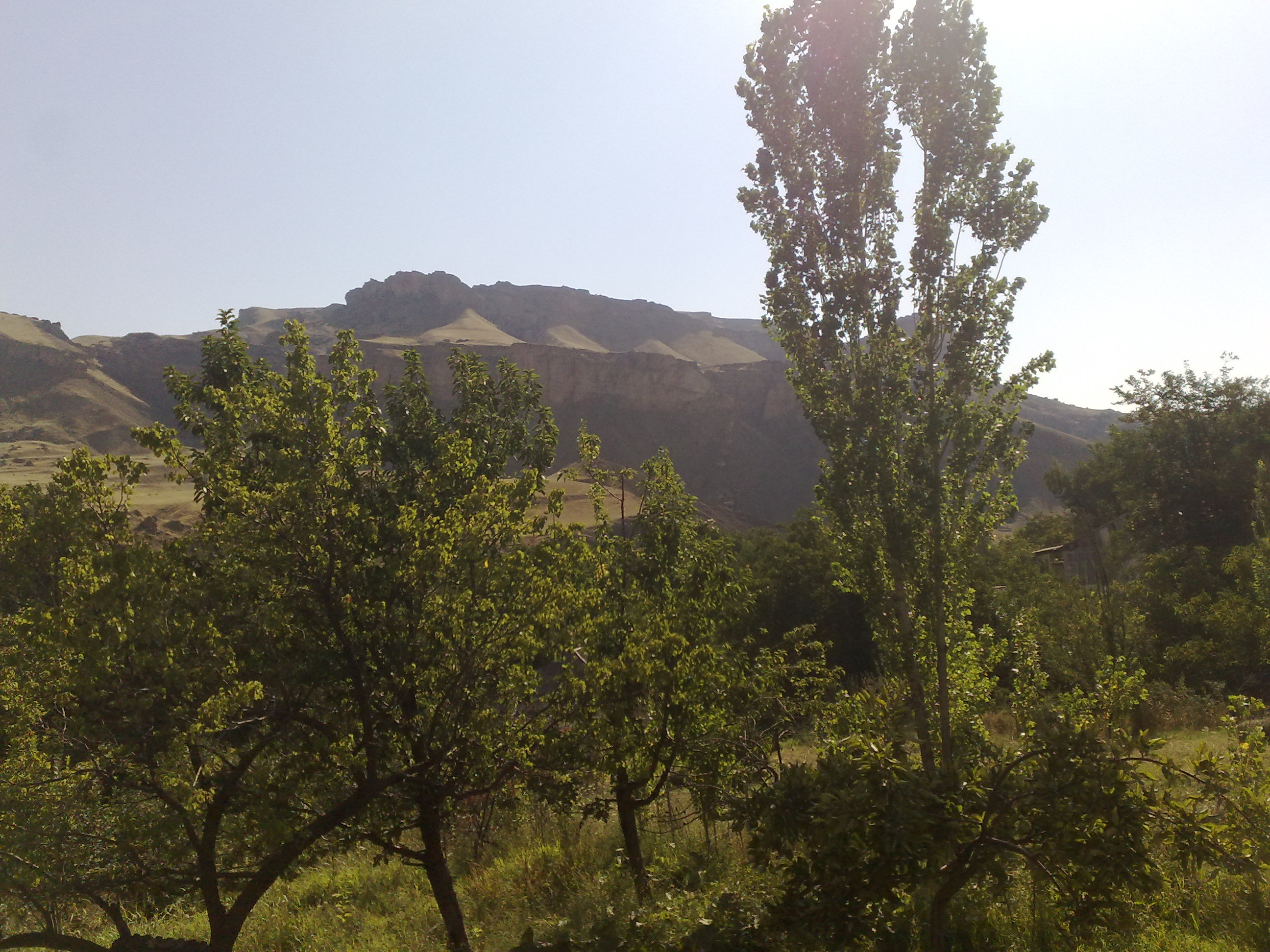
Шахбуз Кенд. Природа

## Административное устройство
Административное устройство Шахбузского района представлено муниципалитетами: Агбулаг, Ашагы Гышлаг, Айрындж, Бадамлы, Биченек, Азизбеков, Гёмюр, Гюней Гышлаг, Кечил, Кичикоба, Кёланы, Кюкю, Кюлюс, Карабаба, Гызыл Гышлаг, Махмудоба, Мярялик, Нурсу, Сялясюз, Шада, Шахбуз, Тюркеш, Вайхыр, Юхары Гышлаг.
В 2013 году были внесены поправки в административно-территориальное деление Шахбузского района. Комитетом по региональным вопросам Милли Меджлиса Азербайджанской Республики было предложено расширить территорию района путём присоединения к нему сёл, находящихся по соседству: Айрындж, Дайлаглы, а также Гарабаба. В результате, территория административного центра района — города Шахбуз будет расширенаа вдвое и составит 2 тыс. 826,6 гектаров.

## Культурное наследие
На территории района имеются жилые поселения и надгробные камни периодов Энеолита, Бронзы, Железного Века, античности, а также средневековья. На берегу реки Кюкю были обнаружены жилые поселения, сохранившиеся с III века до нашей эры. Аналогичные жилые поселения имеются в таких сёлах, как Сарыдере, Агбулаг, Кёланы, Кюкю, Кюлюс, Шамлар.
Одним из памятников истории считается вырубленное жилище, состоящее из трёх комнат и веранды. Местные жители назвали это жилище «домом Фархада». Другой местной достопримечательностью считается мавзолей, который находится у Зангезурского хребта.